# Ꚏ
Le tswé (capitale Ꚏ, minuscule ꚏ) est une lettre additionnelle de l’alphabet cyrillique qui était utilisée dans l’écriture de l’abkhaze dans une version modifiée par M. R. Zavadski de l’alphabet de 37 lettres de 1862 de Peter von Uslar et dans l’alphabet de 55 lettres de 1909 d’Andreï Tchotchoua (ru). Elle est dérivée du tsé ‹ Ц ц › avec un ornement.

## Utilisation

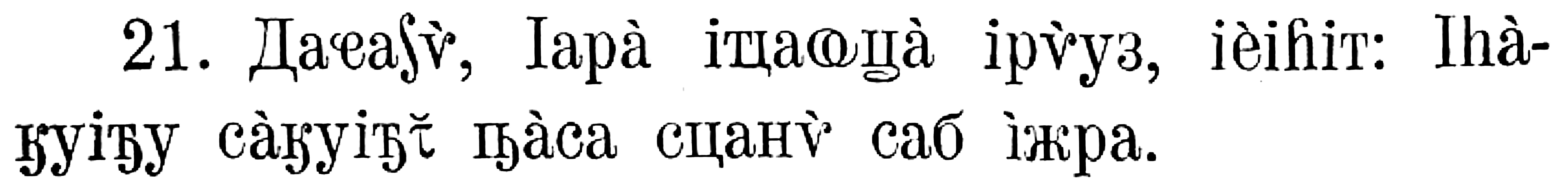
Matthieu 8:21 dans les Évangiles en abkhaze publiés en 1912.

## Représentations informatiques
Le twé peut être représenté avec les caractères Unicode suivants :
| formes    | représentations | chaînes de caractères | points de code | descriptions                            |
| --------- | --------------- | --------------------- | -------------- | --------------------------------------- |
| capitale  | Ꚏ               | Ꚏ                     | U+A68E         | lettre majuscule cyrillique double tswé |
| minuscule | ꚏ               | ꚏ                     | U+A68F         | lettre minuscule cyrillique double tswé |